# Montanineta sandra
Montanineta sandra là một loài nhện trong họ Leptonetidae. Chúng chỉ được tìm thấy tại Mỹ.